# Lucigenin
Lucigenin je aromatická organická sloučenina používaná v oblastech, které zahrnují chemiluminiscenci. Jeho chemický název je 10-Methyl-9-(10-methylacridin-10-ium-9-yl)acridin-10-ium dinitrát. Vykazuje modrozelenou fluorescenci.

## Syntéza
Může být připraven z akridonu.
Existuje také cesta z toluenu: